# 盖兹卡·门迭塔
盖兹卡·门迭塔·扎巴拉（1974年3月27日—），是一名西班牙足球運動員，擔任中場。

## 生平

### 球會
文迪達早在18歲時已被西甲爭標分子巴伦西亚簽入，為後備隊一員。1993年6月13日他第一次上陣正式賽事。在1995-96年球季時，已是球會的絕對主力。此後球會成績甚佳，作為中場核心兼西班牙足球界少數良將之一的文迪達，逐漸引人注目。2000年和2001年球會两次打入歐聯決賽贏得亞軍，文迪達於該年兩次被評為年度「歐洲最佳中場球員」。
2001年夏天文迪達以4800萬歐元（當時約值2890萬英鎊）的高價轉會意甲球會拉齐奥。該年最高轉會紀錄為齐达内7600萬歐元轉會皇家馬德里，和意大利著名門將保方的5200萬歐元轉會費，惟是次轉會是該年西班牙最高身價的球員，還超過了一年後轉會的世界足球先生罗纳尔多的3900万欧元。
可是文迪達卻從此一蹶不振，在新球會未能適應，表現長期平平，僅一年已被租借回西班牙巴塞罗那，其後又被借到英超中游球會米杜士堡，至2004年才正式轉至該會。
在英超文迪達偶爾會有出色的傳球，始終因傷病等原因，無法坐穩正選。隨著年事已高，他終於在四年合約期滿後，於2008年6月被釋放為自由球員。

### 國家隊
文迪達早已於1996年代表西班牙青年軍出戰1996年歐洲國家青年盃，並出席1996年亞特蘭大奧運會。1999年他正式被選入國家隊。由於當時西班牙良將寥寥，文迪達只能隨國家隊打入次圈。不久由於轉戰意甲後狀態一沉不起，文迪達在出席了2002年世界盃後已再沒入選國家隊。